# Bush (släkt)
Släkten Bush blev under 1900-talet en av de mest framstående politiska familjerna i USA. USA:s presidenter George H.W. Bush och George W. Bush är båda medlemmar av familjen. Släkten härstammar från staden Columbus i delstaten Ohio.
Den amerikanska föreningen The Swedish Colonial Society har funnit att George W. Bushs farmors farfars morfars farmors farfar var Måns Andersson, som lämnade Göteborg med skeppet Kalmar nyckel i oktober 1639 och anlände till kolonin Nya Sverige några månader senare. Måns Andersson kallade sin gård i Nya Sverige för 'Silleryd', och möjligen härstammar han från Sillerud i Värmland, eller någon annan ort i Sverige med liknande namn.

## Släktträd i urval
- George Bush (1796–1859) bibellärare.
- Samuel P. Bush (1863–1948), rådgivare till president Herbert Hoover.
  - Prescott Bush (1895–1972), Samuel P. Bushs son, senator för Connecticut, gift med Dorothy Walker Bush.
    - Prescott Bush, Jr. (1922–2010), Prescott Bushs äldste son, statstjänsteman.
    - George H.W. Bush (1924–2018), USA:s president och vicepresident, kongressledamot, USA:s FN-ambassadör, chef för CIA. Gift med Barbara Bush.
      - George W. Bush (1946–), Texas guvernör och USA:s president. Gift med Laura Bush.
        - Barbara Pierce Bush och Jenna Bush (1981–) George W. Bushs tvillingar.

      - Pauline Robinson Bush (1949–1953), George H. W. Bushs dotter, dog av leukemi.
      - Jeb Bush (1953–), George H. W. Bushs andra son, Floridas guvernör.
        - George P. Bush, son till Jeb.
        - Jeb Bush, Jr.
        - Noelle Bush

      - Neil Bush (1955–), George H.W. Bushs tredje son.
        - Lauren Bush (1984–), modell för Tommy Hilfiger.

      - Marvin Bush (1956–), George H.W. Bushs fjärde och yngste son.
      - Dorothy Bush (1959–), dotter till George H.W. Bush.

    - Nancy Bush Ellis (1926–2021)[2], Prescott Bushs dotter.
      - John Prescott Ellis, mediaman.

    - Jonathan Bush, (1931–2021)[3] Prescott Bush son.
      - Billy Bush, (1971–) Jonathan Bushs son, skådespelare.